# Sara Nordenstam
Sara Nordenstam (* 28. Februar 1983 in Lycksele, Schweden) ist eine norwegische Schwimmerin.
Sara Nordenstam ist Spezialistin für die Bruststrecken. Mehrfach stellte sie norwegische Rekorde auf. Bei internationalen Großereignissen konnte die Norwegerin bis 2008 keine nennenswerten Erfolge erzielen. Ihren Durchbruch hatte sie erst während der Olympischen Sommerspiele 2008 in Peking. In 2:23,79 stellte sie am 14. August in einem Halbfinallauf über 200 m Brust einen neuen Europarekord auf, der ihr nur wenige Minuten danach von der Österreicherin Mirna Jukić wieder entrissen wurde, die den Rekord auch zuvor innehatte. Am Tag darauf konnte Nordenstam im Finallauf hinter Rebecca Soni, die Weltrekord schwamm, und Leisel Jones die Bronzemedaille gewinnen und den Europarekord zurückerobern. Sie verbesserte dabei ihre persönliche Bestleistung seit Juni 2008 innerhalb von zwei Monaten um rund sieben Sekunden.